# Dudley Hayton
Maurice Dudley Hayton (* 23. April 1953 in Shipley, West Yorkshire) ist ein ehemaliger britischer Radrennfahrer.

## Sportliche Laufbahn
Hayton war Teilnehmer der Olympischen Sommerspiele 1976 in Montreal. Im olympischen Straßenrennen kam er beim Sieg von Bernt Johansson als 43. ins Ziel. Im Mannschaftszeitfahren wurde das britische Team mit Paul Carbutt, Phil Griffith und Bill Nickson auf dem 6. Rang klassiert.
1975 gewann er eine Etappe im britischen Milk Race. 1976 wurde er Dritter der Malaga-Rundfahrt, wobei er drei Etappen gewann. Die Internationale Friedensfahrt fuhr er 1977 und wurde 34. im Endklassement.
1978 wurde er Berufsfahrer und blieb bis 1987 in britischen Radsportteams aktiv. Neben einer Reihe nationaler Rennen gewann er im Verlauf seiner Profikarriere 1980 die Prestige Pernod Trophy für den erfolgreichsten britischen Profi der Saison. 1985 wurde er Vize-Meister im Straßenrennen hinter Ian Banbury.
Hayton startete in den Rennen der UCI-Straßenweltmeisterschaften von 1978 bis 1983, sowie 1985, schied aber in allen Wettbewerben aus. Insgesamt konnte er mehr als 60 Radrennen gewinnen.

## Berufliches
Nach seiner aktiven Laufbahn arbeitete er als Sportlicher Leiter in verschiedenen Radsportteams.